# Les Poulières
Les Poulières ist eine französische Gemeinde mit 302 Einwohnern (Stand: 1. Januar 2022) im Département Vosges in der Region Grand Est (bis 2015 Lothringen). Sie gehört zum Arrondissement Saint-Dié-des-Vosges und zum Gemeindeverband Saint-Dié-des-Vosges.

## Geografie
Die Gemeinde Les Poulières liegt in den Vogesen am Oberlauf des Flusses Neuné, einem Nebenfluss der Vologne, etwa 18 Kilometer südwestlich der Stadt Saint-Dié-des-Vosges. Der Norden des Gemeindegebietes ist bewaldet (Forêt Communale des Poulières) und weist Erhebungen von über 600 m auf (La Croix Bleue 634 m, Tête de la Clochette 663 m). Der Süden der Gemeinde wird durch das sich weitende Neuné-Flusstal geprägt. Zur nur knapp 3 km² umfassenden Gemeinde Les Poulières gehören die Ortsteile Mengoutte, La Belle Vue und Lexipré. Nachbargemeinden von Les Poulières sind Biffontaine im Nordosten, La Chapelle-devant-Bruyères im Südosten, Süden und Südwesten sowie Belmont-sur-Buttant im Nordwesten.

## Geschichte
Während des Ancien Régime (vor 1793) gehörte der damals Le Polière genannte Ort zur Vogtei von Bruyères, kirchlich zum Dekanat Corcieux und zur Pfarrei in La Chapelle-devant-Bruyères.
Les Poulières erhielt beim Bau der Bahnlinie von Épinal nach Saint-Dié-des-Vosges 1876 keinen Haltepunkt; für Reisende und Waren stand der nahegelegene Bahnhof in Biffontaine zur Verfügung.

### Bevölkerungsentwicklung
| Jahr      | 1962 | 1968 | 1975 | 1982 | 1990 | 1999 | 2010 | 2021 |
| Einwohner | 203  | 253  | 216  | 226  | 214  | 194  | 252  | 294  |

Im Jahr 1846 wurde mit 315 Bewohnern die bisher höchste Einwohnerzahl ermittelt. Die Zahlen basieren auf den Daten von cassini.ehess und INSEE.

## Sehenswürdigkeiten
In der Gemeinde gibt es keine Kirche und keine Kapelle, dafür ein markantes Wegkreuz (croix de chemin).

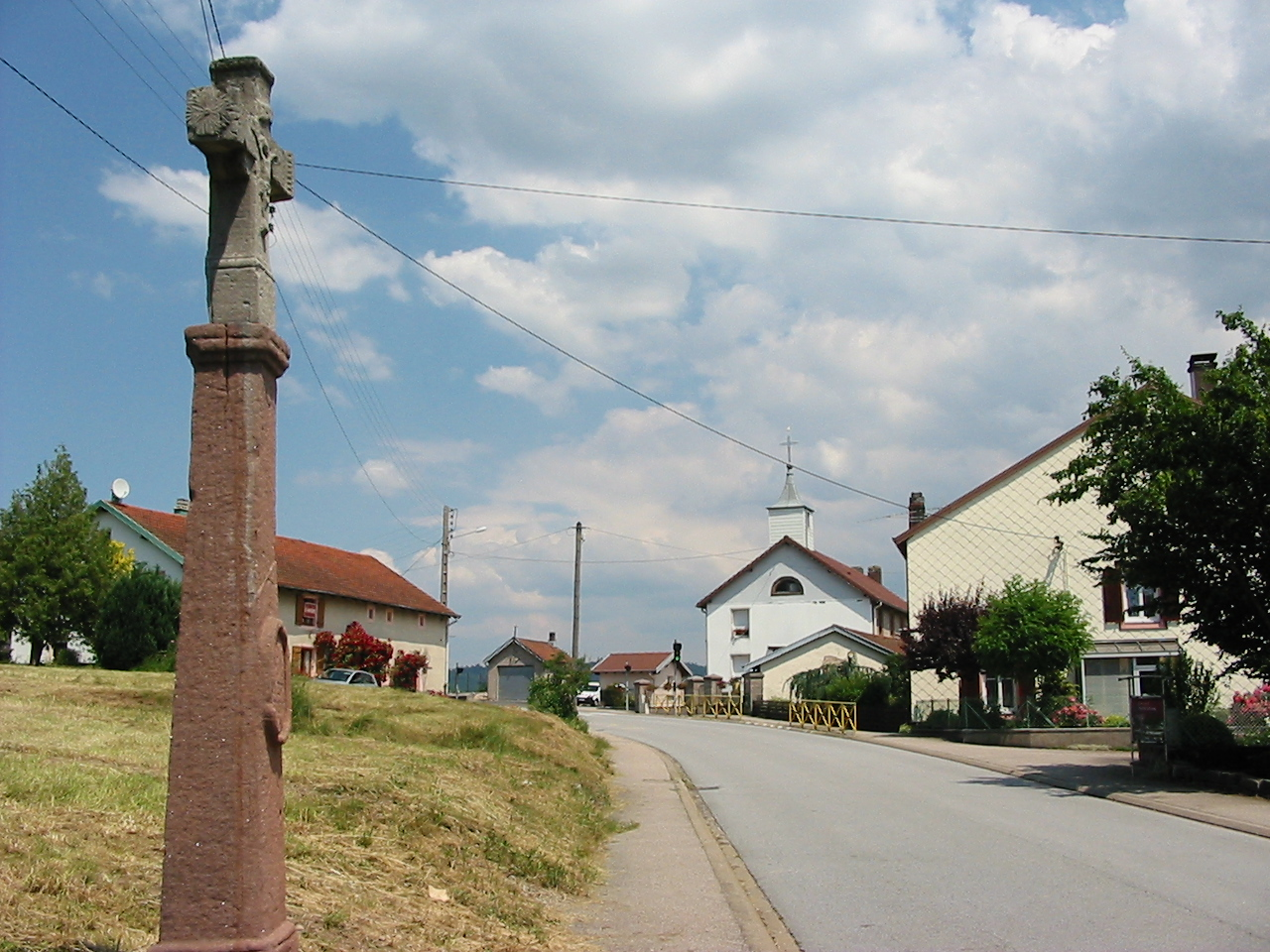
Wegkreuz im Ortszentrum

## Wirtschaft und Infrastruktur
Les Poulières ist seit jeher landwirtschaftlich geprägt. In der Gemeinde sind drei Landwirtschaftsbetriebe ansässig (hauptsächlich Rinderzucht).
Die Hauptstraße in der Gemeinde verbindet als Départementsstraße D 81 Les Poulières mit den Städten Bruyères und Saint-Dié-des-Vosges.

## Belege
1. ↑  Les Poulières auf vosges-archives.com (Memento des Originals vom 22. Juni 2013 im Internet Archive)  Info: Der Archivlink wurde automatisch eingesetzt und noch nicht geprüft. Bitte prüfe Original- und Archivlink gemäß Anleitung und entferne dann diesen Hinweis. (txt-Datei, französisch)
2. ↑  Les Poulières auf cassini.ehess
3. ↑  Les Poulières auf INSEE
4. ↑  Landwirtschaftsbetriebe auf annuaire-mairie.fr (französisch)